# Eoheoh
eoheoh（えおえお、1985年3月24日 - ）は、日本のゲーム実況者、音楽家である。ゲーム実況・音楽ユニット「M.S.S Project」のメンバー。北海道出身。現在は東京都在住。身長172cm、血液型O型。イメージカラーは緑色。

## 来歴
2009年、高校時代の友人であるFB777からの誘いを受けてKIKKUN-MK-II、あろまほっとと共にゲーム実況を収録したことを機に、M.S.S Projectとしての活動を開始する。「ゲームをするだけでいい」と言われて参加したものの、いつのまにか喋ることになっていた。
同年9月29日、ニコニコ動画で公開された「【カオス実況】Halo3:ODSTのファイアファイトを4人で実況してみた【XBOX360】」にて初登場。当時はF91と名乗っていた。
2010年4月20日、ニコニコ動画で公開された「【カオス実況】HaloReachに向けてHalo3:ODSTを4人で練習してみた【FF】」にて名前の表記また自己紹介がeoheohへと固まる。
2011年2月、Twitterにて個人アカウント開設。
2014年、MSSPメンバーと共に第27回東京国際映画祭のニコニコ動画オフィシャル動画配信ナビゲーターに就任。
2016年、MSSPメンバーと共に東京ゲームショウ2016のオフィシャルサポーターに就任。
2020年11月、ソニー・インタラクティブエンタテインメントによる『コールオブデューティ　ブラックオプスコールドウォー』動画企画に出演。
同年11月30日、愛猫クロエの写真集「僕ん家の猫」発売。
2021年2月、YouTubeにて自身の個人チャンネルを開設。
2021年9月8日、M.S.S Projectメンバー全員が所属事務所から退所することを発表し、YouTubeの新公式チャンネルを立ち上げた。eoheohも自身のYouTube個人チャンネル「えおちゃんねる！」を新たに開設し、以降はソロでの配信時にこのチャンネルを使用している。最初に開設した個人チャンネルは「旧えおちゃんねる」に名称が変更され、更新が停止されていた。
2022年1月、ソニー・インタラクティブエンタテインメントによる『コールオブデューティ　ヴァンガード』「進撃の巨人」コラボキャンペーン動画に出演。
2023年3月、愛猫クロエとベルの写真集「僕ん家の猫２」発売。
同年7月、給料未払い等の問題で退所していた前事務所との和解が公表され、旧チャンネルを自由に扱えるようになったため「旧えおちゃんねる」から「僕ん家の猫」へとチャンネル名を変更して、自身の飼っているペットがメインの動画を月曜日と木曜日の週2回更新が決定した。
この際「旧えおちゃんねる」で投稿されていた動画は限定公開となり、新チャンネルである「えおちゃんねる！」に動画リストからアクセスできるように変更された。
2024年7月より「僕ん家の猫」チャンネルについて週2回更新から不定期更新に変更された。

## 人物
眠たげな低い声と落ち着いた性格が特徴。名前の由来は、中学生の頃に鞄に付けていたルーン文字のキーホルダー｢EOH｣から。何となく名乗った｢eoheoh｣で10年以上も活動することになるとは思っていなかった。幼少期よりゲームが好きで、新しいゲームの情報を常にチェックしている。
2009年、ゲームのプレイ要員として誘われ、M.S.S Projectに加入。当初は実況にも音楽にも興味がなく、FB777とKIKKUN-MK-IIが目標としていたCDリリースを達成したら活動から身を引くつもりでいた。しかし、活動規模が大きくなるにつれて、M.S.S Projectにいなければできなかった体験や出会いを自ら捨てるのは勿体無いと感じるようになる。後に受けたインタビューでも、ゲーム実況をしていなければ取材を受けたり人前に立ったり絶対しないような人生だったと述べている。
CDジャケットのデザインやクロスフェードの制作など、制作活動へも精力的に参加し、2013年11月からはメンバーのFB777が担当していた動画編集作業を分担して行うようになった。
M.S.S Projectの音楽ライブでは主にダンスパフォーマンスを担当する。パフォーマーになったいきさつとして、ライブ中やることがないので、パフォーマンスでもしてみるかと思ったと語っている。作詞・作曲を手がけた曲はボーカルも担っている。
生放送や実写動画に出演する際は黒地にピンクのフルジップパーカーで顔を覆い、ミラー付きのサングラスとニット帽という出で立ちで登場する。
個人チャンネルで配信する際は、玉ねぎ頭に筋肉質な身体付きをした2Dモデルを使用している。Twitterアイコンの玉ねぎがモデルであるが、たまたま家にあった玉ねぎにペイントツールで適当な顔を描いたものであり、長く使用している。玉ねぎには現在使われている以外にも、暇つぶしで作成されたいくつかの表情差分がある。2010年10月07日にニコニコ動画に投稿された実写動画「男4人でプリン対決してみた｣に登場した際、玉ねぎを自分に見立て会話をしていた。
クロエという名前のスコティッシュフォールドの雌猫を飼っており、2020年にはクロエの写真集「僕ん家の猫」を出版。2022年4月1日、ベルという名前のベンガルの雄猫を飼い始めたことを本人Twitterで発表した。エルとアールという名前のレオパードゲッコーも飼育している。InstagramやTwitterに動物や風景の写真をたびたび投稿している。
ゴキブリよりセミが怖い。辛いものが苦手。
第四級アマチュア無線技士の資格を持つ。

## 作品

### 楽曲
- 【初音ミク】Whereabouts of curry　(2010/04/21 ニコニコ動画で公開) 
  - 作詞を担当。
- 【初音ミク】THE WORLDS　（2013/01/18　ニコニコ動画で公開）
  - 作詞を担当。
- I'll be... （2017/02/08、MSSP-1005）
  - M.S.S.Phantasia収録曲。作詞・作曲・歌唱を担当。
- eoheohのテーマ　(2022/04/22、MSSP-1009)
  - M.S.S.Period収録曲。作詞・作曲・歌唱を担当。
- Colors　(2022/04/22、MSSP-1009)
  - M.S.S.Period収録曲。作詞・作曲を担当。
- Universe Days （2022/08/09、MSSP-2001）
  - COSMOS収録曲。作詞、作曲を担当。

### 書籍

#### 単著
- 「僕ん家の猫」 （2020年11月30日）
- 「僕ん家の猫２」 （2023年3月）

#### 共著
- FB777＆eoheoh写真集
  - 「M.S.S Project special ZUTTOMO」（2015年7月2日、徳間書店）
  - 「ZUTTOMO2」（2016年6月29日、徳間書店）
  - 「ZUTTOMO3」（2017年7月21日、徳間書店）

## ゲーム実況
| 年月日     | タイトル                                                    | ゲーム名                         | 備考       |
| ---------- | ----------------------------------------------------------- | -------------------------------- | ---------- |
| 2014/01/03 | きまぐれテスト放送                                          | スーパーマリオランド             |            |
| 2014/05/11 | 気まぐれ放送                                                |                                  | 作品名不明 |
| 2014/07/20 | スーパー気まぐれ放送                                        | TRIALS FUSION                    |            |
| 2014/07/28 | そこそこ気まぐれ放送                                        |                                  | 作品名不明 |
| 2014/09/03 | ゲーム放送ですよ ホラー系                                   | P.T                              |            |
| 2014/12/12 | ゲーム放送ですよ                                            | SIREN                            |            |
| 2015/06/26 | ゲーム放送ですよ ちょっとイカテスト放送                     | Splatoon                         |            |
| 2015/06/27 | ゲーム放送ですよ ちょっとイカテスト放送                     | Splatoon                         |            |
| 2015/07/09 | ゲーム放送ですよ                                            | メゾン・ド・魔王                 |            |
| 2015/07/19 | ゲーム放送ですよ スプラトゥーン                             | Splatoon                         |            |
| 2015/07/19 | ゲーム放送ですよ メゾン・ド・魔王                           | メゾン・ド・魔王                 |            |
| 2016/01/06 | ゲーム放送ですよ                                            | メタルギアソリッドⅤ              |            |
| 2016/01/26 | ゲーム放送ですよ（スニーキングが不器用なメタルギア5）       | メタルギアソリッドⅤ              |            |
| 2016/02/21 | ゲーム放送ですよ 久しぶりにメゾン・ド・魔王                 | メゾン・ド・魔王                 |            |
| 2016/03/12 | ゲーム放送ですよ スプラトゥーンやる！                       | Splatoon                         |            |
| 2016/03/26 | ゲーム放送ですよ                                            | DARK SOULSⅢ                      |            |
| 2016/05/14 | ゲーム放送ですよ スプラでフェスる。                         | Splatoon                         |            |
| 2016/06/19 | ゲーム放送ですよ こんな時間だけどスプラでフェスる。         | Splatoon                         |            |
| 2016/07/27 | ゲーム放送ですよ                                            | アイザックの伝説                 |            |
| 2016/09/03 | ゲーム放送ですよ 久しぶりにメゾン・ド・魔王                 | メゾン・ド・魔王                 |            |
| 2016/11/18 | ゲーム放送ですよ なんかげーむやるます                       | CoD:MWR                          |            |
| 2016/12/18 | ゲーム放送ですよ メゾンド魔王でメゾンどる！                 | メゾン・ド・魔王                 |            |
| 2017/01/02 | あけおめ！ゲーム放送ですよ ミッキーのマジカルアドベンチャー | ミッキーのマジカルアドベンチャー |            |
| 2017/01/02 | あけおめ！続ゲーム放送ですよ                                | ゴジラ怪獣大決戦                 |            |
| 2017/05/27 | ゲーム放送ですよ ARMSのびーるウデだめしやってみる           | ARMS                             | 体験版     |

| 年月日     | タイトル                                                       | ゲーム名    | 備考                       |
| ---------- | -------------------------------------------------------------- | ----------- | -------------------------- |
| 2016/09/22 | 【Counter Spy】スパイ突撃しまーす。ゴリ押しスパイの潜入日記＃1 | Counter Spy | 全８回 YouTubeにも投稿有り |

| 年月日     | タイトル                                                                                               | ゲーム名                                       | 備考         |
| ---------- | --- | ---------------------------------------------- | ------------ |
| 2015/01/05 | 【Five Nights at Freddy's2】本当の化け物はどっちだ？eoheohホラーゲーム実況＃1                          | Five Nights at Freddy's2                       | 全10回       |
| 2015/03/16 | 【Five Nights at Freddy's3】本当の化け物はどっちだ？eoheohホラーゲーム実況＃1                          | Five Nights at Freddy's3                       | 全9回        |
| 2015/05/18 | 【SCP Containment Breach】本当の化け物はどっちだ？eoheohホラーゲーム実況＃1                            | SCP Containment Breach                         | 全21回       |
| 2019/01/07 | 【HITMAN2】ひとりでゲーム放送ですよ eoheohソロ実況【MSSP/M.S.S Project】                               | HITMAN2                                        | 過去２回放送 |
| 2019/02/07 | 【Dead by Daylight】ひとりでゲーム放送ですよ eoheohソロ実況【MSSP/M.S.S Project】                      | Dead by Daylight                               |              |
| 2019/05/07 | 【タイニートゥーンアドベンチャーズ＆カービィボウル】ひとりでゲーム放送ですよ eoheohのゲーム生放送      | タイニートゥーンアドベンチャーズカービィボウル |              |
| 2019/08/23 | 【46億年物語】ひとりでゲーム放送ですよ eoheohのゲーム生放送                                            | 4６億年物語                                    |              |
| 2019/10/02 | The Last of Us（ラスト・オブ・アス）】ひとりでゲーム放送ですよ eoheohのゲーム生放送                    | The Last of Us                                 |              |
| 2020/01/11 | 俺の動物園経営 ひとりでゲーム放送ですよ eoheohのゲーム生放送【Planet Zoo】                             | Planet Zoo                                     |              |
| 2020/01/27 | ポケモンみたいなゲーム ひとりでゲーム放送ですよ eoheohのゲーム生放送【Temtem】                         | Temtem                                         |              |
| 2020/06/13 | 物理シミュレーターで最強生物決定戦！eoheohのひとりでゲーム放送ですよ【Animal Revolt Battle Simulator】 | Animal Revolt Battle Simulator                 |              |
| 2020/07/18 | eoheohのひとりでゲーム放送ですよ【Ghost of Tsushima】                                                  | Ghost of Tsushima                              | 過去2回放送  |
| 2020/08/14 | eoheohのひとりでゲーム放送ですよ【COD WARZONE】                                                        | Coll of Duty®:Warzone                          |              |
| 2020/10/01 | eoheohのひとりでゲーム放送ですよ【スーパーマリオブラザーズ35】                                         | スーパーマリオブラザーズ35                     |              |
| 2020/10/31 | eoheohのひとりでゲーム放送ですよ【ピクミン3デラックス】                                                | ピクミン３デラックス                           | 全３回       |

| 年月日     | タイトル                                                                                   | ゲーム名                         | 備考               |
| ---------- | ------------------------------------------------------------------------------------------ | -------------------------------- | ------------------ |
| 2021/03/02 | リトルナイトメア２【Little Naightmares2】                                                  | Little Nightmares2               | 全２回             |
| 2021/03/09 | CoDまったり練習する【CoD:BOCW】【コール オブ デューティ ブラックオプス コールドウォー】    | Coll of Duty®:Black Ops-Cold War |                    |
| 2021/03/13 | APEXちょっとやる【Apex Legends】                                                           | Apex Legends                     | 過去6回放送        |
| 2021/03/16 | リトルナイトメア無印＋DLCをクリアまで突っ走る！【Little Nightmares】                       | Little Nightmares                |                    |
| 2021/03/22 | 【星のカービィ スーパーデラックス】懐かしのスーファミカービィ目指せ100%クリア！            | 星のカービィ スーパーデラックス  |                    |
| 2021/03/24 | 誕生日にエンディング曲が聴きたいが為だけにクリアするGBスーパーマリオランド                 | スーパーマリオランド             |                    |
| 2021/03/31 | 今日で最後かもしれないからマリオバトロワで１位を目指す！！スーパーマリオブラザーズ35       | スーパーマリオブラザーズ35       |                    |
| 2021/04/07 | 鬼畜アクションゲーム【カップヘッド】をクリアまでプレイ！！【Cuphead】                      | Cuphead                          |                    |
| 2021/04/12 | 介護士が頑張るホラーゲーム【 終焉介護 】                                                   | 終焉介護                         |                    |
| 2021/04/14 | パックマンバトロワで１位目指せ！【パックマン99】【PAC-MAN 99】                             | パックマン99                     | 過去２回放送       |
| 2021/04/20 | 風通しの良い職場を目指します！破壊が生み出す職場つくり。【Good Job!】                      | Good Job!                        | 全２回             |
| 2021/04/24 | 64人対戦！？バトロワモード先行体験！ 【スーパーボンバーマンRオンライン】eoheoh視点         | スーパーボンバーマンRオンライン  | 先行体験含む全２回 |
| 2021/05/02 | 深夜のコンビニでアルバイト！ホラーゲーム【夜勤事件】                                       | 夜勤事件                         |                    |
| 2021/05/07 | CoDちょっと練習する【CoD:BOCW】【コール オブ デューティ ブラックオプス コールドウォー】    | Coll of Duty®:Black Ops-Cold War |                    |
| 2021/05/15 | バイオ７クリアするまで！【バイオハザード7 レジデント イービル】                            | バイオハザード7                  |                    |
| 2021/05/20 | 悪魔の娘っ子とイチャイチャしたいから地獄に行くパズルゲーム【Helltaker】                    | Helltaker                        |                    |
| 2021/05/22 | 最新作のバイオハザード ヴィレッジをクリアするまで生放送！前編【バイオハザード ヴィレッジ】 | バイオハザード8                  | 全２回             |
| 2021/05/30 | 3 VS 3のドッジボール【ノックアウトシティ】やってみる！                                     | ノックアウトシティ               |                    |
| 2021/06/06 | 【ホラーゲーム】深夜に荷物お届けします！【例外配達】                                       | 例外配達                         |                    |
| 2021/06/13 | 謎解き2Dアクション【INSIDE】をクリアするまでプレイ！                                       | INSIDE                           |                    |
| 2021/06/23 | エンダーリリーズをプレイしてみる!!#1【ENDER LILIES】                                       | ENDER LILIES                     | 全３回             |
| 2021/07/06 | インポスターから逃げろ！Among Us的ホラーゲーム【インポスターハイド】                       | インポスターハイド               |                    |
| 2021/07/15 | めっちゃ追いかけてくるから家に帰りたいホラーゲーム【GOHOME】Switch版                       | GOHOME                           |                    |
| 2021/07/18 | 【カービィボウル】クリアまで遊び倒す！                                                     | カービィボウル                   |                    |
| 2021/08/01 | 【あつ森】１年ぶりにまったり自分の島を徘徊してみる！                                       | あつまれどうぶつの森             |                    |
| 2021/08/03 | 【DbD】初心者キラーがサバイバーを裁く！【デッドバイデイライト】                            | Dead by Daylight                 | 過去2回放送        |
| 2021/08/09 | 【ホラーゲーム】お家に帰ります【帰り道】                                                   | 帰り道                           |                    |
| 2021/08/31 | スニーキングはお察しください。ごり押しヒットマン【HITMAN3】                                | HITMAN3                          |                    |

| 年月日     | タイトル                                                                             | ゲーム名                                                                     | 備考        |
| ---------- | ------------------------------------------------------------------------------------ | ---------------------------------------------------------------------------- | ----------- |
| 2021/09/11 | 【おすそわけるメイドインワリオ】をおすそわけないでプレイ！                           | おすそわけるメイドインワリオ                                                 |             |
| 2021/09/19 | ホラーゲームの【赤マント】やってみるよ                                               | 赤マント                                                                     |             |
| 2021/09/29 | 【NEWポケモンスナップ】でインスタ映えした写真を撮りたい！#1                          | NEWポケモンスナップ                                                          | 全4回       |
| 2021/10/03 | ちょっと朝からAPEX【APEX】                                                           | Apex Legends                                                                 | 過去3回放送 |
| 2021/10/31 | 雑談しながら汚れを落とすゲームやる【PowerWash Simulator】                            | PowerWash Simulator                                                          | 過去4回放送 |
| 2021/11/02 | 【深夜放送】やってみるよ                                                             | 深夜放送                                                                     |             |
| 2021/11/11 | まったり荷ほどきするゲーム【Unpacking】                                              | Unpacking                                                                    |             |
| 2021/11/21 | 初見でポケモンダイパやるよ！【ポケットモンスターシャイニングパール】                 | ポケットモンスターシャイニングパール                                         | 全4回       |
| 2021/12/19 | 入国審査をするゲーム【Papers, Please】をプレイ！                                     | Papers, Please                                                               | 全2回       |
| 2021/12/27 | ステルスガチョウになる！【Untitled Goose Game】～ いたずらガチョウがやって来た！     | Untitled Goose Game                                                          |             |
| 2022/01/01 | 深夜にちょっと雑談                                                                   | Chill Corner                                                                 | 過去2回放送 |
| 2022/01/01 | 年始からファイナル！クソゲーファイナルソードをプレイ！                               | ファイナルソード                                                             | 全2回       |
| 2022/01/08 | 治安が悪い街でネットカフェ経営【Internet Cafe Simulator 2】                          | Internet Cafe Simulator 2                                                    |             |
| 2022/01/13 | リス監視ミステリーアドベンチャー【NUTS】                                             | NUTS                                                                         |             |
| 2022/01/17 | 空気を読む達人【空気読み。】                                                         | 空気読み。                                                                   |             |
| 2022/01/22 | 犬の写真を撮りまくるゲーム【Pupperazzi】                                             | Pupperazzi                                                                   |             |
| 2022/01/26 | 雑談生放送                                                                           | Chill Corner 100Hidden FROGS                                                 |             |
| 2022/02/04 | 初見プレイでやるぞアルセウス！【Pokémon LEGENDS アルセウス】                         | Pokémon LEGENDS アルセウス                                                   | 全3回       |
| 2022/02/03 | 【FALL GUYS】#FallAIs2 の練習するぞ！！！                                            | FALL GUYS                                                                    | 過去4回放送 |
| 2022/03/01 | サバイバルクイズシティ！インフルエンサー体験会！！【Survival Quiz CITY】             | Survival Quiz CITY                                                           | 体験会      |
| 2022/03/02 | ７日間で彼女の言葉を解読していくゲーム【7 Days to End with You】                     | 7 Days to End with You                                                       |             |
| 2022/03/09 | 壺おじさんクリアしたい。【Getting Over It】                                          | Getting Over It                                                              | 過去2回放送 |
| 2022/03/14 | まったり弱肉強食スリザリオ【slither.io】                                             | slither.io                                                                   |             |
| 2022/03/16 | 久々のDbDちょっと練習【DeadbyDaylight】                                              | Dead by Daylight                                                             |             |
| 2022/03/20 | 新作ホラー【閉店事件】やるよ                                                         | 閉店事件                                                                     |             |
| 2022/03/24 | 誕生日にエンディング曲が聴きたいが為だけに裏面までクリアする【スーパーマリオランド】 | スーパーマリオランド                                                         |             |
| 2022/04/02 | 描いた絵をAIに当てて貰うゲーム【Quick, Draw!】                                       | Quick, Draw!                                                                 |             |
| 2022/04/06 | アヒルを100万回バウンドさせるゲームをしながら雑談【Bouncing Duck Simulator】         | Bouncing Duck Simulator The one who pulls out the sword will be crowned king |             |
| 2022/04/09 | 初代スプラトゥーンのヒーローモードクリアするまで！！                                 | Splatoon                                                                     |             |
| 2022/04/13 | 【みんなのリズム天国】やるよお！！                                                   | みんなのリズム天国                                                           |             |
| 2022/04/18 | 【Ib リメイク版】完全初見プレイでやってみる【ホラー】                                | Ib                                                                           |             |
| 2022/05/02 | ゼル伝やるよっ！！！！【ゼルダの伝説 ブレス オブ ザ ワイルド】                       | ゼルダの伝説 ブレス オブ ザ ワイルド                                         | 全9回       |
| 2022/05/07 | 怪物から逃げろ！死にゲー2D脱獄サバイバルホラー【RATUZ】                              | RATUZ                                                                        |             |
| 2022/05/11 | 【ホラー】Poppy Playtimeチャプター１、２をプレイ！                                   | Poppy Playtime                                                               |             |
| 2022/05/23 | 【実写あり】【おどる メイド イン ワリオ Wii】やってみる                              | おどる メイド イン ワリオ                                                    |             |
| 2022/05/29 | 隠されたゲームを見つけろ！【ママにゲーム隠された1·2】                                | ママにゲーム隠された                                                         |             |
| 2022/06/08 | スペイン産和風ホラーゲーム【Ikai】をプレイ！                                         | Ikai                                                                         |             |
| 2022/06/13 | SCP財団の研究員になる！【SCP:極秘ファイル】デモ版プレイ！                            | SCP Secret Files                                                             |             |
| 2022/06/15 | 本格的な家建築ゲーム【Builder Simulater】                                            | Builder Simulater                                                            |             |
| 2022/07/03 | ホラーゲーム【猟奇の日本】をプレイ！                                                 | 猟奇の日本                                                                   |             |
| 2022/07/06 | アメリカン泥棒シミュレーター【American Theft 80s】                                   | American Theft 80s                                                           |             |
| 2022/07/14 | ホラーゲーム【夜詛YASO curse of soirée】プレイ！                                     | 夜詛YASO curse of soirée                                                     |             |
| 2022/07/20 | サイバーパンク猫アドベンチャー【Stray】                                              | Stray                                                                        |             |
| 2022/07/24 | 心霊写真を撮りに行くホラーゲーム【廃村巡り】                                         | 廃村巡り                                                                     |             |
| 2022/07/25 | 今日も暑いので雪山登ります。【Climber Sky is the Limit】                             | Climber Sky is the Limit                                                     |             |
| 2022/07/28 | スプラトゥーン２のヒーローモードクリアするまで！！                                   | スプラトゥーン2                                                              | 全3回       |
| 2022/08/01 | 不思議なマンションに配達に行くホラーゲーム 【幻覚】                                  | ILLUSION 幻覚                                                                |             |
| 2022/08/07 | マイクラ勢の【RUST】まいんくらすと                                                   | Rust                                                                         | 過去4回放送 |
| 2022/08/19 | 少し変わった脱出ゲーム【HER TREES】                                                  | HER TREES                                                                    |             |

| 年月日     | タイトル                                                   | 備考 |
| ---------- | ---------------------------------------------------------- | ---- |
| 2022/06/17 | ホットサンドメーカーで料理してみた                         |      |
| 2022/08/07 | 久々に梅シロップ作ったよ                                   |      |
| 2022/08/23 | ホットサンドメーカーでお好み焼き作った                     |      |
| 2022/08/24 | 4万人突破記念生放送で最高の泥団子作る！新衣装もあるよ？    |      |
| 2022/09/07 | 俺のズボラ蒸し料理【むしざんまい】                         |      |
| 2022/10/05 | お気に入りのコーヒーメーカーでコーヒー淹れてみた【NC-A57】 |      |
| 2023/05/25 | なんか煮卵作ってみた                                       |      |

※過去放送回数は各チャンネル内での合計数になっています。
※通話有りの視点放送、コラボ生放送、コラボ実況は含んでおりません。